# MAN D2866
MAN D2866 – silnik wysokoprężny produkowany przez MAN Engines & Components.
Zalecany do montażu w nowszych autobusach. Zastosowanie do:
- MAN NL xx3
- MAN Lion’s City

Silnik ten znajduje się również w prototypowym modelu dwuprzegubowego autobusu Ikarus 293.